# Java (neandertalac)
Java je fiktivni lik iz stripa Martin Mystère. On je neandertalac iz Grada prozirnih sjenki.

## Životopis
Java je rođen u Gradu prozirnih sjenki, skrivenom duboko u planinama Mongolije. U gradu prebiva zajednica nenadertalaca. Martin Mystère je otkrio Javu dok je bio na ekspediciji u Mongoliji 1980-ih, prateći svog neprijatelja Sergeja Orloffa. Java je tada odlučio poći s Martinom u vanjski svijet.
Javino pravo ime nikada nije otkriveno. Naziv Java je zapravo skraćenica od njegove titule Jaa-Vah, što znači poglavica. On ima nadljudsku snagu i izdržljivost, te pokazuje pojačanu osjetljivost na prirodne i paranormalne fenomene. Izuzetno je vjeran Martinu te mu pomaže kroz njegove pustolovine širom svijeta. Java razumije engleski jezik ali ga ne govori. Njegov uobičajeni govor nalikuje na režanje ili mumljanje. S Martinom se sporazumjeva jezikom gluhih.
Java je redovan lik u animiranoj seriji Martin Mystery, koja se temelji na stripu. U seriji Java je izvor humora. U seriji on može govoriti, ali uvijek govori u trećem licu. Glas mu posuđuje kanadski glumac Dale Wilson. Java se također pojavljuje u videoigri Martin Mystère: Operation Dorian Gray.